# Munster Blackwater
Der Munster Blackwater oder Blackwater (irisch: An Abhainn Mhór, „der große Fluss“) ist ein Fluss in Irland und fließt durch die Grafschaften Kerry, Cork und Waterford. Er entspringt in den Mullaghareirk Mountains in der Grafschaft Kerry und fließt dann in östlicher Richtung durch die Grafschaft Cork, durch Mallow und Fermoy. Er erreicht dann die Grafschaft Waterford, fließt durch Lismore, dreht dann nach Süden bei Cappoquin und mündet ins Meer bei Youghal.
Insgesamt ist der Blackwater 168 Kilometer lang.
Er ist bekannt als eines der besten Lachsfangreviere Irlands, obwohl die Lachsbestände in den letzten Jahren (Stand: 2009 oder früher) deutlich zurückgegangen sind.

## Nebenflüsse
Zu den wichtigsten Nebenflüssen des Blackwater zählen: 
- River Awbeg (An Abha Bheag, „der kleine Fluss“),
- River Dalua (Abhainn Dalua),
- River Bride (An Bhríd),
- River Allow (Abhainn Ealla),
- River Araglin (An Airglinn),
- River Finnow (An Fhionnabha, „der helle Fluss“),
- River Funshion (Abhainn na Fuinseann).